# Ivan Mizanzuk
Ivan Alexander Mizanzuk (Recife, 13 de junho de 1983), mais conhecido como Ivan Mizanzuk, é um professor universitário, escritor, produtor de podcasts e jornalista brasileiro.

## Biografia
De ascendência paterna polonesa, Ivan nasceu em Recife e se mudou com sua família para Curitiba com poucos meses de idade. É graduado em design industrial e visual pela Pontifícia Universidade Católica do Paraná (PUCPR) e doutor em tecnologia pela Universidade Tecnológica Federal do Paraná (UTFPR). Foi professor na PUCPR e no Centro Universitário Autônomo do Brasil (UniBrasil), em que lecionou para cursos como arquitetura, design e comunicação social. Em 2019, lecionou uma disciplina sobre podcasts como meio de difusão educacional na Universidade Estadual de Campinas (Unicamp). Atualmente, é professor no curso de jornalismo na FAAP.
Ivan dirigiu os podcasts AntiCast, Projeto Humanos, Pico dos Marins – O caso do escoteiro Marco Aurélio e Conversas Paralelas.
A quarta temporada do Projeto Humanos, sobre o Caso Evandro, inspirou a criação de uma série de televisão sobre o caso distribuída pelo Globoplay, da qual participou como roteirista e que foi indicada ao prêmio Emmy Internacional em 2022.
Em abril de 2022, começaram a ser publicados os episódios da quinta temporada do Projeto Humanos, sobre o caso dos meninos emasculados em Altamira.
Em setembro de 2024, junto com Andrei Fernandes, lança o podcast Operação Prato, sobre um caso de supostos avistamentos de Objetos voadores não identificados (OVNIs) investigado pela Força Aérea Brasileira (FAB).